# فوكر سبين
فوكر سبين  (بالإنجليزية: Fokker Spin)‏ هي طائرة تجريبية، وأول طائرة بناها رائد الطيران الهولندي أنتوني فوكر، من صناعة فوكر. كان أول طيران لها في 1910. دخلت الخدمة في 1910، صنع منها 25 طائرة.